# Gustav Hempel (Autor)
Gustav Heinrich Daniel Hempel (* 7. Juni 1804 in Plau; † 8. August 1864 in Kleeth) war ein deutscher Landeskundler und Autor. Er schrieb mehrere Werke zur Landesgeschichte und Geographie Mecklenburgs.

## Leben
Gustav Hempel war ein älterer Sohn des namensgleichen Rektors der Plauer Stadtschule (späteren Pastors in Vietlübbe), (Johann) Gustav (Detlov) Hempel (1769–1842), und dessen Frau Philippine Wilhelmine Luise, geb. Lukow (1776–1840), Tochter eines Plauer Pastors und Präpositus. Ein jüngerer Bruder, Wilhelm (Theodor Ludwig) Hempel (1811–1869), wurde nach mehreren Lehrerstellen Pastor in Marlow.
Hempel wuchs in Plau und Vietlübbe auf, wo der Vater 1817 die Pfarrstelle übernommen hatte. An einer Ausbildung zum Kaufmann zeigte er wenig Interesse; stattdessen trat er 1824 für insgesamt neun Jahre als Hauslehrer in die Dienste des Rittmeisters von Blücher in Klein Breesen, mit dem er 1826 nach Rosenow bei Stavenhagen zog. Danach arbeitete er als Rechnungsführer beim Bau der Rostock-Neubrandenburger Chaussee, nach deren Fertigstellung als Chausseegeldeinheber an der Straße, zugleich als Postinspektor in Rosenow.
Hempel beschäftigte sich intensiv mit mecklenburgischer Landeskunde und veröffentlichte eine Reihe von Abhandlungen. 1829 erschien die geographische Beschreibung der Großherzogtümer Mecklenburg-Schwerin und -Strelitz, die er seinem Dienstherren widmete. 1835 veröffentlichte er das Geographisch-statistisch-historisches Handbuch des Mecklenburger Landes. Eine erweiterte Auflage des Werkes erschien unter Mitwirkung anderer Autoren als Teil der von Wilhelm Raabe 1857 herausgegebenen Mecklenburgische Vaterlandskunde.

## Werke
- Geographische Beschreibung der Großherzogtümer Mecklenburg-Schwerin und -Strelitz. Hofbuchhandlung von Ludwig Dümmler, Neustrelitz und Neubrandenburg 1829.
- Geographisch-statistisch-historisches Handbuch des Mecklenburger Landes. 2 Teile:

Erster Theil: Allgemeine geschichtlich-geographische Beschreibung. Verlag von Edmund Frege, Güstrow 1837.
Zweiter Theil: Topographisch – historische Beschreibung. Verlag der Hinstorffschen Hofbuchhandlung, Parchim und Ludwigslust 1843.
- Meklenburgische Vaterlandskunde. Herausgeben vom Advocaten W. Raabe., Zweite durchaus verbesserte und vervollständigte wohlfeile Ausgabe von Hempel's Geographisch-statistisch-historisches Handbuch des Mecklenburger Landes. Verlag der Hinstorffschen Hofbuchhandlung, Wismar und Ludwigslust 1857.